# Universidade An Giang

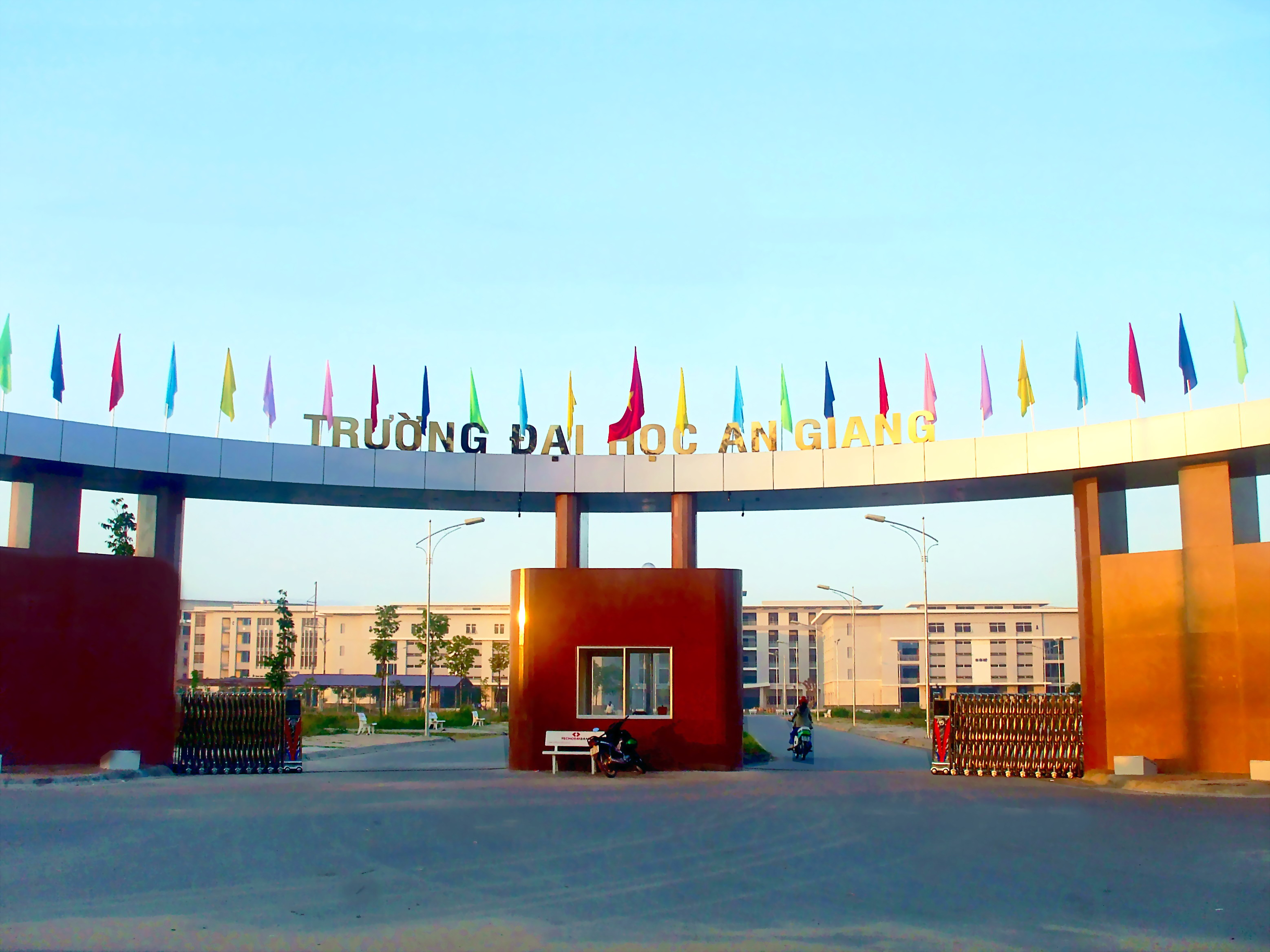
Vista do prédio da Universidade.

A Universidade An Giang é uma universidade localizada na cidade de An Giang, no Vietname. Foi criado como a segunda universidade no Delta do Mekong, em 1999, antes de ganhar a aprovação do Ministério da Educação e Formação, que era uma faculdade de formação de professores. 